# Хлопоты в Польенсе и другие истории
«Хлопоты в Польенсе и другие истории» (англ. Problem at Pollensa Bay & Other Stories) — сборник детективных рассказов Агаты Кристи, впервые опубликованный издательством HarperCollins в 1991 году из рассказов, написанных для американских журналов. В России сборник выходил также под названием «Случай в Поллензе». В сборник вошли 8 рассказов разных лет:
- Сервиз «Арлекин»
- Второй удар гонга
- Дело о любви
- Жёлтые ирисы
- Цветок магнолии
- Случай в Поллензе
- Вместе с собакой
- Таинственное происшествие во время регаты

## Сюжет

### Сервиз «Арлекин»
Оригинальное название — The Harlequin Tea Set 

Рассказ, в котором главным действующим лицом является Мистер Саттертуэйт. Он направляется в гости к своим друзьям за город. По пути у него ломается автомобиль, и, пока его чинят, Саттертуэйт сидит в кафе. Туда же заходит старинный знакомый Саттертуэйта, таинственный мистер Кин, имеющий обыкновение неожиданно появляться и так же неожиданно исчезать. Кин выслушивает рассказ Саттертуэйта о семье, в которую он едет. Саттертуэйт чувствует, что должно что-то произойти. Кин оставляет ему подсказку, как предотвратить преступление.

### Второй удар гонга
Оригинальное название — The Second Gong 

Главным действующим лицом рассказа является Эркюль Пуаро. Место действия рассказа Литчем-Клоз, поместье Литчема Роша. Одной из причуд хозяина была его «невыносимая» пунктуальность. В доме действуют строжайшие правила, одним из которых было обязательное присутствие всех домочадцев на обеде, при этом в столовую пускали строго со вторым ударом гонга. Опоздавший рисковал быть отлучённым от дома навсегда. В один из дней, все присутствующие в доме с удивлением узнали, что обед задерживается в связи с опозданием одного из гостей, чей поезд застрял на подъезде к станции. Этим гостем оказывается Эркюль Пуаро. Он прибывает в поместье, дают второй гонг, но хозяин так и не спускается. Обеспокоенные домочадцы и Пуаро поднимаются к его кабинету и решают взломать запертую дверь. Они находят тело хозяина — всё выглядит, как самоубийство.

### Дело о любви
Оригинальное название — The Love Detectives
Рассказ, в котором главными действующими лицами являются Мистер Саттертуэйт и таинственный Мистер Кин.
Мистер Саттертуэйт гостит у полковника Мелроуза, выполняющего функции главного констебля графства. Неожиданно полковнику сообщают об убийстве сэра Джеймса Дуайтона, чьё тело было найдено в библиотеке его дома в Олдеруэй с проломленной головой. Саттертуэйт напрашивается сопровождать полковника на место преступления. По пути они попадают в автоаварию, столкнувшись с автомобилем мистера Кина. Саттертуэйт уговаривает Кина сопровождать их в Олдеруэйэ. На месте они выясняют, что орудием убийства была бронзовая статуэтка Венеры.

### Жёлтые ирисы
Оригинальное название — Yellow Iris 

Главным действующим лицом рассказа является Эркюль Пуаро. Он получает неожиданное приглашение на обед в ресторане. Приглашавшая его девушка говорит по телефону загадками и с весьма театральным волнением. Однако Пуаро принимает приглашение, поскольку догадывается, что основания для волнения у девушки есть. Встреча назначена за столиком с жёлтыми ирисами. Он прибывает на обед, где собралась группа молодых людей. В качестве хозяина обеда выступает Бартон Рассел, молодой вдовец, чья жена, как оказалось, покончила с собой четыре года назад. Обстоятельства того случая весьма похожи на нынешние: за столом сидят те же, что и на том злополучном обеде. Рассел заявляет, что намерен именно сегодня вывести убийцу на чистую воду. Пуаро понимает, что им манипулируют и принимает вызов.

### Цветок магнолии
Оригинальное название — Magnolia Blossom 

Главным действующим лицом рассказа является молодая женщина, миссис Теодора Даррелл. Она богатая светская дама. На приёме, устроенном её мужем, Теа знакомится с неким Винсентом Истоном. Он влюбляется в неё сразу же и после всего двух дней знакомства он предлагает ей уехать с ним. Неожиданно для него Теа соглашается. Они встречаются на вокзале и отправляются на поезде в Дувр. В гостинице Теа случайно берёт свежий выпуск газеты, где она читает сенсационную новость о крахе компании своего мужа. Теа, будучи благородной женщиной, немедленно возвращается к мужу. Расставание с Винсентом прошло на повышенных тонах и с взаимными упрёками. Муж Теа, Ричард, признаётся, что повинен в воровстве и мошенничестве. Он также сознаётся, что существуют документы, которые могут погубить его репутацию. Эти документы находятся у Винсента Истона. Ричард просит Теа отправиться к Винсенту и «любой ценой» забрать их у него. Теа в смятении.

### Случай в Поллензе
Оригинальное название — Problem at Pollensa Bay 

Главным действующим лицом рассказа является Паркер Пайн. Он отдыхает на Майорке, где с интересом наблюдает за другими отдыхающими. Среди них мать и сын, миссис Честер и Бэзил Честер. Когда миссис Честер узнаёт, кем является Паркер Пайн, она доверяется ему. Проблема семьи весьма тривиальна. У сына миссис Честер появилась девушка, которая ей очень не нравится. Будучи весьма консервативной, она считает Бетти вульгарной особой, способной сделать её сына несчастным. Пайн встречается с Бэзилом и Бетти. Молодая пара нравится ему и он решает им помочь. Из Лондона приезжает помощница Пайна, Мадлен де Сара. Она роковая красавица, на фоне которой Бетти смотрится скромной девочкой.

### Вместе с собакой
Оригинальное название — Next To A Dog 

Главным действующим лицом рассказа является молодая женщина Джойс Ламберт. Она страдает от безденежья, у неё нет работы, нет родных, готовых помочь. Единственный друг — пёс Терри, старый белый терьер, подаренный двенадцать лет назад мужем Майклом, ныне покойным. Из-за Терри Джойс отказывается от предложения о работе, которое вынудило бы её бросить собаку и уехать. В отчаянии Джойс звонит Артуру Хэллидею и принимает его предложение о замужестве. Она не любит его, о чём честно признаётся. Хэллидея это не смущает. Для Джойс это последний шанс выкарабкаться из нищеты и при этом не расстаться с Терри. Неожиданно Терри падает из окна и позднее погибает.

### Таинственное происшествие во время регаты
Оригинальное название — The Regatta Mystery 

Главным действующим лицом рассказа является Паркер Пайн, появляющийся, однако, уже ближе к концу рассказа. 

Большая компания богатых людей отдыхает на борту яхты «Веселая дева». Один из пассажиров, Мистер Пойнтц, предлагает пари: за вознаграждение необходимо незаметно выкрасть принадлежащий ему бриллиант «Утренняя звезда», стоимостью тридцать тысяч фунтов. Все сидящие в комнате соглашаются. Трюк удаётся девушке Эве, которая хитроумным образом крепит бриллиант на пластилин к своей сумочке, а сама делает вид, что уронила его. Однако позднее оказывается, что с сумочки бриллиант пропал. Начинается расследование.

## История публикаций отдельных рассказов
- Рассказ «Случай в Поллензе» был впервые опубликован в ноябре 1935 года в номере 539 журнала Strand Magazine;
- Рассказ «Второй удар гонга» был впервые опубликован в июле 1932 года в номере 499 журнала Strand Magazine;
- Рассказ «Желтые ирисы» был впервые опубликован в июле 1937 года в номере 559 журнала Strand Magazine;
- Рассказ «Дело о любви» был впервые опубликован в декабре 1926 года в номере 236 журнала The Story-Teller под названием «На перекрёстке» (англ. At the Crossroads).
- Рассказ «Таинственное происшествие во время регаты» был впервые опубликован в июне 1936 года в номере 546 журнала Strand Magazine;
- Рассказ «Вместе с собакой» был впервые опубликован в сентябре 1929 года в номере 295 журнала Grand Magazine;
- Рассказ «Цветок магнолии» был впервые опубликован в марте 1926 года в номере 329 журнала Royal Magazine;

## Экранизации
Рассказ «Цветок магнолии» лёг в основу одного из эпизодов британского телесериала «Час Агаты Кристи» 1982 года.